# Asiquena
Asiquena (em latim: Asichene) ou Asquena (em latim: Aschena; em armênio/arménio: Աշխեն; romaniz.: Ašχen) foi a esposa do rei Tiridates III (r. 287–330). Através de seu casamento tornou-se rainha consorte da Armênia da dinastia arsácida.

## Vida
Asiquena era uma nobre de origem sármata. Era filha e única criança conhecida do rei dos alanos Axídares (Aškatar / Ašḫadar). Em 287, casou-se com o rei Tiridates III (r. 298–330) Na ocasião, o rei enviou seu general Simbácio I para buscá-la no Reino Alano. Quando ela chegou, ordenou que fosse integrada entre os arsácidas para ser vestida com a púrpura e ser coroada rainha. O casal teve três filhos: Cosroes III (r. 330–339), Salomé que casou-se com o rei Reve II (r. 345–361), e uma filha de nome incerto que casou-se com o católico Hesíquio I, o Parta (r. 341/342–348).
À época, segundo a tradição, Asiquena e sua cunhada Cosroviducte converteram-se ao cristianismo, mas sua conversão foi mantida em segredo, pois seu marido perseguia os cristãos; de acordo com Agop Jack Hacikyan, no momento da conversão da Armênia, havia enclaves cristãos espalhados pelo reino e mesmo na corte real. A conversão não foi fácil e dependeu da devoção e zelo missionário de Gregório, o Iluminador, mas seus esforços só foram bem sucedidos quando alguns senhores feudais relevantes e Tiridates decidiram converter-se. A adoção da nova fé, tradicionalmente datada em 301, garantiu o apoio real por éditos.